# ブラック・タイガー (アルバム)
『ブラック・タイガー』(Black Tiger)は、アメリカ合衆国のハードロック・バンド、Y&Tが1982年に発表したスタジオ・アルバム。前身のイエスタデイ&トゥデイ時代を含めると4作目、Y&Tと改名してからは2作目に当たる。

## 背景
前作『アースシェイカー』は、イギリスでは『ケラング!』誌の輸入盤チャートで1位を獲得するほどの人気を得ており、そのことからイギリスでレコーディングが行われた。既にオジー・オズボーンとの共同作業で知られていたマックス・ノーマンが、プロデュース及びエンジニアリングで参加した。
リマスターCDに追加されたボーナス・トラック「サムバディ・フォー・ミー」は、「フル・コンタクト・ラヴ」という曲の改作で、2005年に新しくリードギターのパートが録音された。

## 反響
バンドの母国アメリカではチャート入りを果たせなかった。一方、イギリスでは本作で全英アルバムチャートに初登場を果たし、8週チャート圏内に入って最高53位を記録した。日本では前作『アースシェイカー』に引き続きオリコンLPチャートでトップ100入りして、2週チャート圏内に入って最高79位を記録。

## 評価
Eduardo Rivadaviaはオールミュージックにおいて5点満点中2.5点を付け「"Forever"や"Barroom Boogie"のように印象的な瞬間があるにしても、"Hell or High Water"や"My Way or the Highway"のような、きまりの悪く他愛無い曲のために散漫になっている」と評した。
一方、Scott AlisogluはBlbbermouth.netのレビューで10点満点中8点を付け、「バンドが世界のステージに立つようになったのは1982年の『ブラック・タイガー』のリリースによるもので、4人はますますメロディを強調して、ブルースに根差した威勢の良いハードロックと融合した」と評した。また、The Metal Observerのレビューでは10点満点中9.5点が付けられ、アルバムについては「メロディック・ハードロック史における真の重要作」、収録曲「フォーエヴァー」については「とてもヘヴィで、バンドにとって最高の曲の一つ」「完璧な構成、完璧なコーラス、それに完璧で理想的なソロ」と評された。

## 収録曲
全曲ともY&T作。1.はインストゥルメンタル。
1. フロム・ザ・ムーン - "From the Moon" – 0:42
2. オープン・ファイアー - "Open Fire" – 4:10
3. ドント・ワナ・ルーズ - "Don't Wanna Lose" – 4:05
4. ヘル・オア・ハイ・ウォーター - "Hell or High Water" – 3:43
5. フォーエヴァー - "Forever" – 5:47
6. ブラック・タイガー - "Black Tiger" – 4:18
7. バールーム・ブギ - "Barroom Boogie" – 4:19
8. マイ・ウェイ・オア・ザ・ハイウェイ - "My Way or the Highway" – 4:43
9. ウィンズ・オブ・チェンジ - ""Winds of Change" – 6:20

### リマスターCDボーナス・トラック
1. サムバディ・フォー・ミー - "Somebody for Me" – 3:54

## 参加ミュージシャン
- デイヴ・メニケッティ - ボーカル、ギター
- ジョーイ・アルヴィス - ギター、バッキング・ボーカル
- フィル・ケネモア - ベース、バッキング・ボーカル
- レオナード・ヘイズ - ドラムス、パーカッション、バッキング・ボーカル

## 国内カバー
- 西城秀樹 - BIG GAME'83 HIDEKI FINAL IN STADIUM CONCERT Record-1 SIDE A1